# ミャンマー連邦共和国暫定政府
ミャンマー連邦共和国暫定政府（ミャンマーれんぽうきょうわこくざんていせいふ、ビルマ語: ပြည်ထောင်စုသမ္မတမြန်မာနိုင်ငံတော် အိမ်စောင့်အစိုးရ、英語: Provisional Government of the Republic of the Union of Myanmar）は、2021年8月1日にミャンマー連邦共和国の国家統治評議会が発足させた暫定政府。

## 前身組織
国家統治評議会は、国家統治評議会運営委員会（英語: Management Committee of the State Administration Council）の設立を告知する、「通知・第9/2021号」が2021年2月19日付けで発出したとしている。この委員会は序列順に、
1. 国家統治評議会議長
2. 国家統治評議会副議長
3. 連邦大臣
4. 連邦検事総長
5. 国家統治評議会事務局事務次官

で構成されるとしている。ただし「通知・第9/2021号」に関しては発出直後に国営英字紙において公告されなかった。

## 暫定政府構成員
8月1日に国家統治評議会は「命令・第152/2021号」を発令し、上記の国家統治評議会運営委員会を再構成してミャンマー連邦共和国暫定政府を発足させたとしている。この政府は序列順に、
1. 国家首相：国家統治評議会議長を兼任
2. 副首相：国家統治評議会副議長を兼任
3. 連邦大臣
4. 連邦検事総長
5. 暫定政府事務局事務次官

で構成される。

## 組織の職務
採択された「5項目のロードマップ」と「9項目の目標」に従って、国の職務を容易、迅速かつ効果的に遂行するために組織されるとしている。

### 5項目のロードマップ
2021年2月末に「5項目の将来計画」として公告された文書が下敷きとなっており、4月末に内容を修正し「5項目のロードマップ」として新たに公告された。
1. 連邦選挙管理委員会（英語版）は再構成され、有権者リストの精査を含むその義務付けられた任務は、法律に従って実施されるものとする。
2. COVID-19のパンデミックを予防および管理するために、勢いを増して効果的な対策が講じられるものとする。
3. COVID-19の影響からビジネスを迅速に回復させるための措置が講じられるものとする。
4. 全国停戦協定に定められた合意に沿って、全国の恒久的な平和を達成することに重点が置かれるものとする。
5. 国家緊急事態宣言を完遂するに際し、2008年憲法に沿って自由で公正な複数政党制の民主的選挙が行われ、民主主義の基準に従って国家の義務を勝利政党に引き渡すためのさらなる作業が行われるものとする。

### 9項目の目標
政治的目標、経済的目標、社会的目標をそれぞれ3項目ずつの計9項目の目標からなる。
1. 政治的目標
  1. 規律ある複数政党制による民主制度を完全かつ合法的に行使することによる民主連邦の構築。
  2. 全国で恒久的な平和を実施するための全国停戦協定の特別な考慮。
  3. 積極的で独立した非同盟の外交政策を実践し、相互共存の原則を支持する。
2. 経済的目標
  1. 近代化された方法を採用した基盤としての農業および畜産の開発、ならびに経済の他のセクターの総合的な開発。
  2. 外国からの直接投資（FDI）を誘い、国民全体の経済を発展させることにより、安定した市場志向の経済システムを形成すること。
  3. 国内の経済企業に国産品の生産を奨励することによる雇用機会の創出。
3. 社会的目標
  1. 本物の愛国心としての連邦魂の力強さの高揚。
  2. すべての民族の国民の伝統と慣習を尊重することによる文化遺産と国民性の保存と保護。
  3. 全国の保健、健康、教育水準の向上。

## 暫定政府の終了
ミン・アウン・フライン国軍総司令官は8月1日に行われた演説の中で、国家緊急事態宣言の終了後に、総選挙が2023年8月1日までに行われると発言している。前述の「5項目のロードマップ」に照らせば、国家緊急事態宣言の終了後に総選挙を実施し、政権を総選挙の勝利政党に引き渡す時点もって暫定政府の終了となると解釈できる。ただし、この国軍が主導する総選挙が、国軍総司令官が演説したように自由・公正に行われると信じる者は少ない。過去には軍事政権側が、連邦選挙管理委員会を恣意的に運営し、逆らう政党は解党させられるか設立を許可されなかったこともある。また2021年7月26日には、連邦選挙管理委員会が2020年総選挙の結果について無効であると発表しており、最大の当選者数を獲得した国民民主連盟は解党に向けた手続きが進められる可能性がある。米国国務省高官は、2023年8月までに選挙が実施されると軍事政権側が主張していることに対し、単なる時間稼ぎに過ぎないと非難している。
実際には非常事態宣言が事前の上限を超えて延長され続けており、総選挙の実施も延期され続けている。2024年に入り反軍事政権の武装勢力による攻撃を受け国軍が劣勢に立たされる中、暫定政府はむしろ民政移管をアピールするため総選挙を強行する方針に転換したとされており、同年10月には翌2025年の総選挙実施に向けた国勢調査を開始している。2025年7月31日、国軍は非常事態宣言を解除した。12月に予定されている総選挙を前に文民が主導する暫定政府に権力を移譲したと発表したが、ミン・アウン・フライン国軍総司令官が大統領代行として引き続き権力を維持する。同日、国家行政評議会を解散し、新たに国家安全保障・平和委員会を発足させた（いずれもフラインがトップ） 。